# شاپرک غنچه
شاپرک غنچه (نام علمی: Spilonota ocellana) نام یک گونه از تیره برگ‌پیچان است.